# ケプラー1649
ケプラー1649（英語: Kepler-1649）は、地球からはくちょう座の方向に約300光年離れた位置にある連星系である。主星のケプラー1649Aは太陽の2割程度の質量と半径を持つスペクトル分類がM5V型の赤色矮星である。2024年に公表された研究で、0.06秒角離れた位置にある別の赤色矮星が重力で結合された伴星であると求められた。

## 惑星系
主星のケプラー1649Aはケプラー宇宙望遠鏡によるトランジット法での観測データの分析から2つの太陽系外惑星を持つことが知られており、主星に近い順にケプラー1649b、ケプラー1649cと命名されている。ケプラー1649bは2017年に発見が報告されたが、ケプラー1649cは、2020年に以前の分析で惑星による主星面通過（トランジット）による信号ではないと判断された「偽陽性」のデータの再分析から発見されている。ケプラー1649bは主星から受ける放射エネルギーの大きさが金星に似ているのに対して、外側のケプラー1649cは主星のハビタブルゾーン内に位置しており、地球に似た潜在的に居住可能な惑星であるとみられている。また、両者の惑星の間には公転周期の比がほぼ4：9となる軌道共鳴に近い関係がみられる。
| 名称 （恒星に近い順） | 質量     | 軌道長半径 （天文単位） | 公転周期 (日)     | 軌道離心率 | 軌道傾斜角           | 半径               |
| --------------------- | -------- | ----------------------- | ----------------- | ---------- | -------------------- | ------------------ |
| b                     | ≈1.03 M⊕ | 0.0514±0.0028           | 8.689099±0.000025 | —          | 89.150+0.110 −0.079° | 1.017±0.051 R⊕     |
| c                     | ≈1.20 M⊕ | ≈0.0827                 | 19.53527±0.00010  | —          | 89.339±0.056°        | 1.06+0.15 −0.10 R⊕ |